# Laura Fabris
Laura Fabris ist Associate Professor für Materialwissenschaften und Ingenieurwesen an der Rutgers University.

## Leben
Fabris studierte Chemie an der Universität von Padua und schloss ihr Masterstudium mit ihrer Masterarbeit Artificial Photosynthetic Reaction Centers: Paramagnetic Intermediates Detected by EPR Spectroscopy im Jahr 2001 ab. Im April 2006 erhielt sie dann an derselben Universität ihren Doktortitel in Chemischen Wissenschaften. Der Titel ihrer Dissertation lautete Peptide Monolayers on Gold Nanoparticles and Surfaces. Von 2006 bis 2009 war sie dann Postdoktorandin an der Universität von Kalifornien, Santa Barbara. Im März 2009 war sie auch Gastforscherin an der National University of Singapore. Im Juli 2009 wurde sie Assistent Professor in der Abteilung für Materialwissenschaft und -technik an der Rutgers University. Von Juni bis August 2011 war sie Gastprofessorin im  Air Force Research Laboratory. Seit Juli 2016 ist sie Associate Professor an der Rutgers University.

## Auszeichnungen
Sie erhielt 2011 ein Air Force Summer Faculty Fellowship und 2012 den Rutgers Faculty Research Award.

## Forschung
Die Forschung von Fabris konzentriert sich auf plasmonische Nanopartikel und deren Synthese, Funktionalisierung, Charakterisierung und Anwendung. Sie ist auch eine Expertin für oberflächenverstärkte Raman-Streuung (SERS).